# Miguel Brito
Pour les articles homonymes, voir Brito.
Miguel Brito (né et mort à des dates inconnues) était un joueur de football bolivien, qui évoluait en tant que milieu de terrain.

## Biographie
Il jouera pendant sa carrière dans le club bolivien d'Oruro Royal et participa avec la Bolivie, à la coupe du monde 1930, avec 16 autres joueurs boliviens, sélectionné par l'entraîneur Ulises Saucedo.